# Phyllorachis sagittata
Phyllorachis sagittata är en gräsart som beskrevs av Henry Trimen. Phyllorachis sagittata ingår i släktet Phyllorachis och familjen gräs. Inga underarter finns listade i Catalogue of Life.